# Kenneth E. Bailey
Kenneth Ewing Bailey (* 24. November 1930 in Bloomington (Illinois); † 23. Mai 2016) war ein US-amerikanischer Autor, Professor der Theologie und Sprachwissenschaftler.

## Leben
Bailey lehrte von 1955 bis 1995 im Nahen Osten (Ägypten, Libanon, Israel, Zypern). Er hatte einen Abschluss in Arabischer Sprache und Literatur sowie Systematischer Theologie und promovierte im Fach Neues Testament am Concordia Seminary der Lutheran Church – Missouri Synod in St. Louis. Von der Presbyterian Church (USA) wurde er ordiniert. Seit 1962 lehrte er an der Near East School of Theology in Beirut (seit 1974 als Professor für Neues Testament und Vorsitzender am Biblischen Institut), wo er das Institute for Middle Eastern New Testament Studies gründete. Von 1985 bis 1995 wirkte er am Ecumenical Institute for Theological Research in Jerusalem. Zudem lehrte er in Princeton und war außerordentlicher Professor der Theologischen Fakultäten in Dubuque, McCormick und Pittsburgh sowie am Fuller Theological Seminary in Los Angeles.
1990 wurde Bailey zum nebenamtlichen Canon der Diözese für Zypern und die Golfregion in der Episkopalkirche von Jerusalem und dem Nahen Osten mit Sitz in Nikosia ernannt. Nach der Emeritierung kehrte er in die USA zurück. Er lebte in New Wilmington, Pennsylvania und war Canon der Episcopal Diocese of Pittsburgh in der Episkopalkirche der Vereinigten Staaten von Amerika.

## Veröffentlichungen (Auswahl)
- The Good Shepherd. InterVarsity Press, 2014. ISBN 978-0-8308-4063-2.
- Paul Through Mediterranean Eyes. InterVarsity Press, 2011. ISBN 978-0-8308-3934-6.
- Jesus Through Middle Eastern Eyes. InterVarsity Press, 2008. ISBN 978-0-8308-2568-4. Deutsch: Jesus war kein Europäer. Die Kultur des Nahen Ostens und die Lebenswelt der Evangelien, SCM-Verlag, Witten 2018. ISBN 978-3417266481.
- Open Hearts in Bethlehem (A Christmas Musical). Westminster John Knox Press, 2005.
- God Is … Dialogues on the Nature of God. FFM, 2005.
- The Cross and the Prodigal: The 15th chapter of Luke seen through the eyes of Middle Eastern peasants, InterVarsity, 2005. ISBN 978-0-8308-3281-1. Deutsch: Der ganz andere Vater. Die Geschichte vom verlorenen Sohn aus nahöstlicher Perspektive, Neufeld Verlag, Schwarzenfeld 2016. ISBN 978-3-937896-23-6
- Jacob and the Prodigal: How Jesus Retold Israel’s Story, InterVarsity, 2003.
- Finding the Lost: Cultural Keys to Luke 15, Concordia, 1992. ISBN 0-570-04563-0.
- Through Peasant Eyes: More Lucan parables, their culture and style, Eerdmans, 1980.
- Poet and Peasant: A Literary-Cultural Approach to the Parables of Luke, Eerdmans, 1976.